# Rudolf Gramlich
Rudolf Gramlich (* 6. Juni 1908 in Offenbach am Main; † 14. März 1988 in Frankfurt am Main) war ein deutscher Fußballspieler und Sportfunktionär.

## Karriere

### Vereine
Gramlich begann seine Karriere beim FC Borussia Frankfurt, spielte kurz bei den Sportfreunden im sächsischen Freiberg, bevor er 1929 zu Eintracht Frankfurt wechselte.
Für Eintracht Frankfurt bestritt er von 1929 bis 1939 145 Meisterschaftsspiele, bis 1933 in der Bezirksliga Main-Hessen, danach in der Gauliga Südwest. In diesen Spielen erzielte er zehn Tore. In der Saison 1943/44 absolvierte er noch einmal eine unbekannte Zahl von Gauligaspielen.
National feierte der Mittelfeldregisseur seine bedeutenden Erfolge mit Eintracht Frankfurt. 1932 erreichte er das Endspiel um die Deutsche Meisterschaft gegen den FC Bayern München, das jedoch mit 0:2 verloren wurde. Im Jahr darauf erreichte er mit Frankfurt das Halbfinale, verlor aber gegen den späteren Meister Fortuna Düsseldorf deutlich mit 0:4.
Gramlich galt als Gentleman am Ball. Er hatte eine feine Technik, gepaart mit überragender Spielintelligenz und sehr sicherem Stellungsspiel im Stil eines Carl Riegel.

### Nationalmannschaft
Zwischen 1931 und 1936 bestritt Gramlich 22 Länderspiele für die A-Nationalmannschaft, für die er am 27. September 1931 beim 4:2-Sieg über die Nationalmannschaft Dänemarks debütierte. Bei der Weltmeisterschaft 1934 in Italien, bei der er mit der Mannschaft den dritten Platz belegte, wurde er im Viertelfinalspiel beim 2:1-Sieg über die Nationalmannschaft Schwedens eingesetzt. Danach musste er aus beruflichen Gründen das Turnier verlassen. Während des olympischen Fußballturniers 1936 in Berlin war er Kapitän der Nationalmannschaft. Nach der 0:2-Niederlage am 7. August 1936 gegen die Nationalmannschaft Norwegens trat er aus Verärgerung über die nach seiner Meinung unberechtigte Kritik an Reichstrainer Otto Nerz als Nationalspieler zurück.

## Erfolge
- Gaumeister Südwest 1938
- Zweiter der Deutschen Meisterschaft 1932
- Süddeutscher Meister 1930, 1932

## Auszeichnungen
- Bundesverdienstkreuz 1. Klasse (5. September 1974)

## Sonstiges
Während seiner aktiver Zeit galten die Fußballspieler als Amateure; Gramlich verdiente sich seinen Lebensunterhalt als Ledereinkäufer bei der Sponsorfirma der Frankfurter Eintracht, einer großen Schuhfabrik. 1936 gründete er ein eigenes Ledergeschäft.
Zum 1. Mai 1937 trat Gramlich der SS bei (SS-Nummer 312.300), er erreichte November 1944 den Rang eines SS-Untersturmführers. Am 1. Januar 1940 beantragte er die Aufnahme in die NSDAP und wurde zum 1. Juni desselben Jahres aufgenommen (Mitgliedsnummer 7.654.631). Von 1939 bis 1942 übte Gramlich das Amt des Vereinsvorsitzenden bei Eintracht Frankfurt aus. 1939/40 gehörte er einem Totenkopfregiment der Waffen-SS an und stand im Verdacht, an Kriegsverbrechen beteiligt gewesen zu sein. Nach Kriegsende galt er deshalb den amerikanischen Besatzungsbehörden zunächst als sogenannter Hauptschuldiger, wurde interniert, aber 1947 in einem Spruchkammerverfahren als minderbelastet eingestuft und aus der Internierungshaft entlassen. 1949 übernahm Gramlich bei Eintracht Frankfurt den Vorsitz im Spielausschuss, wurde 1950 zum stellvertretenden Vereinsvorsitzenden gewählt und übernahm von 1955 bis 1970 das Amt des Vereinsvorsitzenden und Präsidenten. Dabei gewann die Eintracht 1958/59 ihre einzige Deutsche Meisterschaft und zog in das Finale des Europacups der Landesmeister von 1960. Später ernannte ihn die Eintracht zum Ehrenspielführer und Ehrenpräsident. Nach Untersuchungen wurde Gramlich im Januar 2020 wegen seiner nationalsozialistischen Vergangenheit die Ehrenpräsidentschaft aberkannt.
Von 1967 bis 1974 war Gramlich auch Vorsitzender des DFB-Bundesliga-Ausschusses.
Sein Sohn Klaus Gramlich war von 1983 bis 1988 ebenfalls Präsident von Eintracht Frankfurt.